# Solfara Iungio Tumminelli
La solfara Juncio Tumminelli o Juncio Tumminelli o miniera Juncio Tumminelli  è stata una miniera di zolfo sita in provincia di Caltanissetta. Di proprietà della Famiglia di Pietro D’Oro e Curcuruto Ignazio ed eredi, essa è stata una delle maggiori solfatare del comprensorio minerario di Caltanissetta.
La solfatara era già attiva nel 1839, oggi è abbandonata.

## Incidenti
Nel 1881 vi furono 41 morti e 54 feriti da asfissia da anidride solforosa.
Il 3 maggio 1957, vi furono sei morti, tra cui l'allora direttore della miniera; tre dei quali furono recuperati 10 anni dopo.

## Curiosità
La famiglia D'oro ed eredi sono i proprietari di una vara; di Francesco e Vincenzo Biangardi nel 1885: la deposizione dalla Croce.